# Landry Bluff
Il Landry Bluff  è una falesia rocciosa antartica, situata nelle Cumulus Hills subito a nord del Ghiacciaio Logie dove quest'ultimo confluisce nel Ghiacciaio Shackleton, nei Monti della Regina Maud, in Antartide.
La denominazione è stata assegnata dall'Advisory Committee on Antarctic Names (US-ACAN) in onore di Edward J. Landry, meteorologo dell'United States Antarctic Research Program (USARP) che passò l'inverno del 1963 alla Stazione Byrd e l'inverno del 1965 alla Base Amundsen-Scott.